# Arbovírus
Um arbovírus é um vírus hospedado essencialmente por artrópodes, como os mosquitos. O termo arbovírus não é incluído na classificação taxonômica de vírus, isto é, vírus de famílias e até mesmo de ordens diferentes poderão ser denominados arbovírus. Podem ser patogénicos para os humanos (mais de 50 espécies identificadas como causadoras de arbovirose). Ficam armazenados/depositados no corpo de artrópodes e por vezes aí proliferam, sem causar dano ao animal. Podem ter morfologia esférica ou em bastonete e o seu tamanho varia (30-180 nm). Geralmente têm genomas de RNA.
Foram identificados até à data cerca de 500 arbovírus.
Exemplos de doenças causadas por Arbovírus são as encefalites virais, a Dengue, a Febre amarela, a zica, o Mayaro e a Meningite.
O termo arbovírus deriva da expressão inglesa ARthropod BOrne VIRUSES, adotada, em 1942, para designar grupo de infecções virais cujos agentes foram isolados de animais que tinham participação na etiologia das encefalites.
Os arbovírus multiplicam-se nos tecidos dos organismos dos artrópodes, que se tornam vetores depois de sugarem sangue de hospedeiros em período de viremia.
O período de desenvolvimento do arbovírus, que ocorre dentro do organismo do artrópode, é denominado "período de incubação extrínseco", após o qual o vírus poderá ser transmitido a novos hospedeiros suscetíveis, através da picada daqueles animais.
A incubação no organismo do hospedeiro vertebrado é denominada "período de incubação intrínseco".
A Organização Mundial de Saúde (OMS) ampliou a definição de arbovírus, assinalando a importância da transmissão transovariana e venérea desses agentes.
Os arbovírus são encontrados em todo o mundo. Atualmente, são conhecidos ao redor de quinhentos espécies, entre as quais mais de duzentas são veiculadas por mosquitos. Entre os mais importantes para a saúde pública, podem-se citar o vírus da febre amarela, os da dengue (tipos 1 a 4), das encefalites japonesa, St. Louis, equina venezuelana,  equina do leste,  equina do oeste, entre outros.
Os arbovírus são causadores de infecções clínicas e subclínicas, que se manifestam sob a forma de quatro síndromes: encefalites, febres benignas de curta duração, febres hemorrágicas ou poliartrite acompanhada de erupção cutânea. Os quadros são de gravidade variada e podem apresentar sintomas intermediários a dois extremos clínicos.

## Classificação dos arbovírus
Os arbovírus são isolados e identificados por meio de provas de inibição de hemaglutinação (IH), fixação de complemento (FC) e neutralização em culturas de tecidos de camundongos recém-nascidos (N). Dessa maneira, os arbovírus foram agrupados em famílias. As principais são:
- Togaviridae (Alfavírus), grupo A
- Flaviviridae (Flavivírus), grupo B
- Bunyaviridae (Bunyavírus), grupo C
- Reoviridae
- Rhabdoviridae
- Iridoviridae

As duas últimas causam infecção somente em animais.